# Huracán Gustav (1990)
El huracán Gustav fue el único gran huracán que se formó durante la temporada de 1990. Desarrollándose a partir de una onda tropical el 24 de agosto, Gustav avanzó hacia el oeste a través del Océano Atlántico, intensificándose constantemente. La tormenta alcanzó el estado de huracán el 26 de agosto y alcanzó su máxima intensidad inicial como un fuerte huracán de categoría 2 al día siguiente. Después de girar hacia el norte y debilitarse debido al aumento de la cizalladura del viento, la tormenta encontró condiciones más favorables y se volvió a intensificar, alcanzando vientos máximos de 195 km/h (121,2 mph) alrededor de las 0600 UTC del 31 de agosto. Un debilitamiento gradual tuvo lugar en los días siguiente y el 2 de septiembre, el antiguo huracán pasó por una transición extratropical y se disipó poco después de completarlo. En ese momento, el sistema estaba ubicado aproximadamente a 370 km (229,9 mi) al sur de Islandia.
El huracán Gustav planteó inicialmente una amenaza importante para las Antillas Menores, que ya habían sufrido graves daños por el Huracán Hugo en 1989. Se emitieron varias vigilancias y advertencias para las islas entre el 26 de agosto y 27, sin embargo, debido al giro hacia el norte, Gustav no impactó directamente en la región. Solo se reportaron lluvias ligeras y grandes marejadas. Mar adentro, un barco se encontró con la tormenta y sufrió daños en el casco.

## Historia Meteorológica
El huracán Gustav se originó a partir de una ola tropical que se movió frente a la costa occidental de África el 18 de agosto. Poco después, el sistema se incrustó dentro de la zona de convergencia intertropical y siguió hacia el oeste a través del océano Atlántico. Para el 23 de agosto, el sistema comenzó a intensificarse mientras la actividad convectiva se consolidaba alrededor del centro de circulación. A las 0600 UTC del 24 de agosto, el Centro Nacional de Huracanes (NHC) estimó que la borrasca generó la depresión tropical Ocho aproximadamente a 1550 km (963,1 mi) al este de Barbados. Una débil cresta de alta presión al norte de la depresión condujo a un movimiento general del sistema hacia el oeste. Fortaleciéndose de forma gradual, la depresión se convirtió en una tormenta tropical a principios del 25 de agosto, momento en el que se le dio el nombre de "Gustav".
Se pronosticó que un sistema de baja presión cerca de Gustav tendría un efecto en el desarrollo del sistema, sin embargo, la tormenta tropical continuó intensificándose, alcanzando el estado de huracán alrededor de las 1200 UTC del 26 de agosto. No mucho después de alcanzar el estado de huracán, la cresta que dirigía a Gustav hacia el oeste comenzó a romperse, lo que provocó que el huracán girara lentamente hacia el norte. A las 0600 UTC del 27 de agosto, la tormenta alcanzó categoría 2 de intensidad, con vientos de 155 km/h (96 mph). Después de ese día, la tormenta hizo su máximo acercamiento a las Antillas Menores, pasando a 330 km (205 mi) al este. En ese momento, los vientos con fuerza de huracán y tormenta tropical se extendían 55 km (34 mi) y 280 km (174 mi) del centro respectivamente.
Siguiendo hacia el norte, el huracán Gustav se debilitó ligeramente debido al aumento de la cizalladura del viento, con vientos que disminuyeron a 130 km/h (81 mph) a principios del 29 de agosto. Un canal ubicado cerca de Bermuda y la dorsal ubicada al este del huracán mantuvo a Gustav en una trayectoria hacia el norte. Al día siguiente, el huracán se volvió a intensificar y nuevamente alcanzó la categoría 2. A principios del 31 de agosto, Gustav se convirtió en un huracán importante, una tormenta con vientos de 178 km/h (111 mph) o más. esta vez, Gustav comenzó a interactuar con la cercana Tormenta tropical Hortense, ubicada aproximadamente a 740 km (460 mi) de Gustav. Esto inició una interacción Fujiwhara entre las dos tormentas, lo que provocó que Hortense siguiera en sentido contrario a las agujas del reloj alrededor de Gustav, que era más intensa. Alrededor de las 0600 UTC del 31 de agosto, el huracán Gustav alcanzó su máxima intensidad con vientos de 195 km/h (121 mph) y una presión mínima de 956 mbar, lo que la convirtió en la tormenta más fuerte de la temporada. En este momento, la tormenta se encontraba a unas 725 km (450 mi) al este de las Bermudas.
A lo largo del 1 de septiembre, la tormenta se debilitó y al día siguiente, comenzó a moverse hacia el norte-noreste a medida que la cresta ubicada al este se fortalecía. Además, los informes de barcos cercanos indicaron que los vientos con fuerza de tormenta tropical se extendían 370 km (230 mi) al noroeste del centro de circulación. La vaguada ubicada al oeste de Gustav comenzó a acelerar a última hora del 2 de septiembre, lo que provocó que el huracán se desplazara hacia el noreste, alejándose de Terranova. Alrededor de las 1800 UTC, Gustav se debilitó a tormenta tropical, mientras los vientos disminuían a 110 km/h (68 mph). En ese momento, Gustav había entrado en el área de responsabilidad del Centro Canadiense de Huracanes, lo que los llevó a iniciar avisos sobre el debilitamiento de la tormenta. Temprano al día siguiente, el antiguo huracán atravesó y completó una transición extratropical. El último aviso sobre los restos de Gustav fue mientras el sistema estaba ubicado aproximadamente a 370 km (230 mi) al sur de Islandia.

## Preparativos e Impacto
Aproximadamente a las 1600 UTC del 26 de agosto, el Centro Nacional de Huracanes emitió |avisos de huracán para Dominica, Martinica, St. Martin, Anguila, Guadalupe, Antigua, Barbuda, Montserrat y St. Cristóbal y Nieves. Seis horas más tarde, la vigilancia se actualizó a una advertencia de huracán para Guadalupe, Antigua, Barbuda, Montserrat y San Cristóbal y Nieves. Las agencias meteorológicas locales en las islas también declararon advertencias para embarcaciones pequeñas. El gobierno local de Montserrat movilizó una fuerza policial de 100 miembros y 50 miembros del ejército voluntarios fuera de servicio. Supermercados, ferreterías, bancos y farmacias se abrieron especialmente para que los residentes compren madera contrachapada, alimentos enlatados, agua embotellada y otros artículos de equipo para huracanes. Alrededor de las 1300 UTC del 27 de agosto, la alerta de huracán para Dominica y Martinica se suspendió porque Gustav ya no representaba una amenaza directa para las islas. Tres horas más tarde, se suspendieron todas las alertas y advertencias, excepto Antigua y Barbuda y San Martín, donde había alertas de tormenta tropical. A las 1900 UTC, una vez que el huracán Gustav giró hacia el norte alejándose de las Antillas Menores, se suspendieron todas las alertas y advertencias.
Gustav solo tuvo efectos en las Antillas Menores. Se reportaron grandes marejadas, lluvias ligeras y ráfagas de viento a lo largo de las franjas exteriores del huracán. El 30 de agosto, la motonave egipcia Raseltin se encontró con mares agitados, y el casco del barco resultó dañado. Los restos de Gustav afectaron severamente una operación de investigación sísmica frente a las costas del Reino Unido que tuvo lugar entre el 25 de agosto y el 12 de septiembre. El propósito de la operación era recopilar perfiles de reflexión sísmica de la Meseta de desprendimiento de rocas. El 3 de septiembre, los miembros del equipo tuvieron que recuperar rápidamente todas las boyas que estaban desplegadas para evitar daños en los sensores. Sin embargo, algunas de las herramientas de investigación resultaron dañadas antes de ser recuperadas. En total, la tormenta retrasó el proyecto dos días.